# Box-office Japon 2017

## Les millionnaires
La couleur       indique les films d'animation
| Class. | Titre                                                                  | Pays                                                                                          | Réalisateur                        | Box-Office Japon |
| ------ | ---------------------------------------------------------------------- | --------------------------------------------------------------------------------------------- | ---------------------------------- | ---------------- |
| 1      | La Belle et la Bête                                                    | Drapeau des États-Unis                                                                        | Bill Condon                        | 110 790 534 $    |
| 2      | Moi, moche et méchant 3                                                | Drapeau des États-Unis                                                                        | Kyle Balda Pierre Coffin           | 66 229 119 $     |
| 3      | Star Wars, épisode VIII : Les Derniers Jedi                            | Drapeau des États-Unis                                                                        | Rian Johnson                       | 62 656 840 $     |
| 4      | Détective Conan : La Lettre d'amour écarlate                           | Drapeau du Japon                                                                              | Kōbun Shizuno                      | 60 119 489 $     |
| 5      | Pirates des Caraïbes : La Vengeance de Salazar                         | Drapeau des États-Unis                                                                        | Joachim Rønning Espen Sandberg     | 59 765 357 $     |
| 6      | Vaiana : La Légende du bout du monde                                   | Drapeau des États-Unis                                                                        | Ron Clements John Musker           | 45 915 441 $     |
| 7      | Tous en scène                                                          | Drapeau des États-Unis                                                                        | Garth Jennings                     | 43 705 150 $     |
| 8      | Doraemon: Great Adventure in the Antarctic Kachi Kochi                 | Drapeau du Japon                                                                              | Atsushi Takahashi                  | 38 475 150 $     |
| 9      | La La Land                                                             | Drapeau des États-Unis                                                                        | Damien Chazelle                    | 38 116 791 $     |
| 10     | Fast and Furious 8                                                     | Drapeau des États-Unis                                                                        | F. Gary Gray                       | 35 613 959 $     |
| 11     | Gintama                                                                | Drapeau du Japon                                                                              | Yūichi Fukuda                      | 33 269 878 $     |
| 12     | Pokémon, le film : Je te choisis !                                     | Drapeau du Japon                                                                              | Kunihiko Yuyama                    | 30 024 522 $     |
| 13     | Je veux manger ton pancréas                                            | Drapeau du Japon                                                                              | Shō Tsukikawa                      | 29 483 457 $     |
| 14     | Marie et la fleur de la sorcière                                       | Drapeau du Japon                                                                              | Hiromasa Yonebayashi               | 27 642 406 $     |
| 15     | Destiny: The Tale of Kamakura                                          | Drapeau du Japon                                                                              | Takashi Yamazaki                   | 27 428 607 $     |
| 16     | Spider-Man: Homecoming                                                 | Drapeau des États-Unis                                                                        | Jon Watts                          | 25 390 871 $     |
| 17     | The 8-year engagement                                                  | Drapeau du Japon                                                                              | Takahisa Zeze                      | 23 434 798 $     |
| 18     | Confession of Murder                                                   | Drapeau du Japon                                                                              | Yū Irie                            | 20 211 045 $     |
| 19     | Sekigahara                                                             | Drapeau du Japon                                                                              | Masato Harada                      | 19 356 047 $     |
| 20     | Ça                                                                     | Drapeau des États-Unis                                                                        | Andrés Muschietti                  | 19 300 000 $     |
| 21     | Shinobi no Kuni                                                        | Drapeau du Japon                                                                              | Yoshihiro Nakamura                 | 17 952 505 $     |
| 22     | Hirugao                                                                | Drapeau du Japon                                                                              | Hiroshi Nishitani                  | 17 896 717 $     |
| 23     | Sword Art Online: Ordinal Scale                                        | Drapeau du Japon                                                                              | Tomohiko Itō                       | 17 363 392 $     |
| 24     | Yo-kai Watch Shadowside: Oni-ō no Fukkatsu                             | Drapeau du Japon                                                                              | Shinji Ushiro                      | 17 330 669 $     |
| 25     | Kong: Skull Island                                                     | Drapeau des États-Unis                                                                        | Jordan Vogt-Roberts                | 17 000 000 $     |
| 26     | Doctor Strange                                                         | Drapeau des États-Unis                                                                        | Scott Derrickson                   | 16 390 905 $     |
| 27     | Cars 3                                                                 | Drapeau des États-Unis                                                                        | Brian Fee                          | 16 060 309 $     |
| 28     | Transformers: The Last Knight                                          | Drapeau des États-Unis                                                                        | Michael Bay                        | 15 690 606 $     |
| 29     | Teiichi: Battle of Supreme High                                        | Drapeau du Japon                                                                              | Akira Nagai                        | 15 545 390 $     |
| 30     | Partners: The Movie IV                                                 | Drapeau du Japon                                                                              | Hajime Hashimoto                   | 15 104 791 $     |
| 31     | Dunkerque                                                              | Drapeau des États-Unis · Drapeau du Royaume-Uni · Drapeau de la France · Drapeau des Pays-Bas | Christopher Nolan                  | 14 800 000       |
| 32     | Le Crime de l'Orient-Express                                           | Drapeau des États-Unis                                                                        | Kenneth Branagh                    | 14 021 757 $     |
| 33     | La Momie                                                               | Drapeau des États-Unis                                                                        | Alex Kurtzman                      | 13 903 158 $     |
| 34     | Crayon Shin-chan: Invasion!! Alien Shiriri                             | Drapeau du Japon                                                                              | Masakazu Hashimoto                 | 13 101 686 $     |
| 35     | Uchiage hanabi, shita kara miru ka? Yoko kara miru ka?                 | Drapeau du Japon                                                                              | Nobuyuki Takeuchi Akiyuki Shinbō   | 12 805 503 $     |
| 36     | Mix                                                                    | Drapeau du Japon                                                                              | Jun'ichi Ishikawa                  | 12 278 115 $     |
| 37     | The Third Murder                                                       | Drapeau du Japon                                                                              | Hirokazu Kore-eda                  | 12 246 965 $     |
| 38     | Wonder Woman                                                           | Drapeau des États-Unis                                                                        | Patty Jenkins                      | 12 200 000       |
| 39     | Fate/stay night: Heaven's Feel I. presage flower                       | Drapeau du Japon                                                                              | Tomonori Sudō                      | 12 112 735 $     |
| 40     | Outrage Coda                                                           | Drapeau du Japon                                                                              | Takeshi Kitano                     | 11 974 433 $     |
| 41     | Kiseki: Anohi no sobito                                                | Drapeau du Japon                                                                              | Atsushi Kaneshige                  | 11 182 550 $     |
| 42     | High & Low the Movie 2: End of Sky                                     | Drapeau du Japon                                                                              | Shigeaki Kubo et Tsuyoshi Nakakuki | 10 956 658 $     |
| 43     | Ajin : Semi-humain                                                     | Drapeau du Japon                                                                              | Katsuyuki Motohiro                 | 10 609 680 $     |
| 44     | Blade Runner 2049                                                      | Drapeau des États-Unis                                                                        | Denis Villeneuve                   | 10 520 715 $     |
| 45     | Kamen Rider Heisei Generations Final: Build & Ex-Aid with Legend Rider | Drapeau du Japon                                                                              | Kazuya Kamihoriuchi                | 10 289 397 $     |
| 46     | Miss Peregrine et les Enfants particuliers                             | Drapeau des États-Unis                                                                        | Tim Burton                         | 10 142 573 $     |
| 47     | Thor : Ragnarok                                                        | Drapeau des États-Unis                                                                        | Taika Waititi                      | 10 116 575 $     |
| 48     | Les Gardiens de la Galaxie Vol. 2                                      | Drapeau des États-Unis                                                                        | James Gunn                         | 10 097 680 $     |

## Box-office par week-end
Nationalité des films dans les salles du Japon en 2017 par semaines de domination :
- Japon (40,39 %)
- États-Unis (59,61 %)

Sources : Box Office Variety.com Box Office Mojo.com
| #  | Week-end (date de fin) | Film no 1                                                              | Pays                   | Recettes        |
| -- | ---------------------- | ---------------------------------------------------------------------- | ---------------------- | --------------- |
| 1  | 8 janvier 2017         | Resident Evil : Chapitre final                                         | Drapeau des États-Unis | 2,5 millions $  |
| 2  | 15 janvier 2017        | Honnōji Hotel                                                          | Drapeau du Japon       | 1,8 million $   |
| 3  | 22 janvier 2017        | Your Name.                                                             | Drapeau du Japon       | 1,5 million $   |
| 4  | 29 janvier 2017        | Doctor Strange                                                         | Drapeau des États-Unis | 3,4 millions $  |
| 5  | 5 février 2017         | Miss Peregrine et les Enfants particuliers                             | Drapeau des États-Unis | 2,06 millions $ |
| 6  | 12 février 2017        | Partners: The Movie IV                                                 | Drapeau du Japon       | 3,5 millions $  |
| 7  | 19 février 2017        | Sword Art Online: Ordinal Scale                                        | Drapeau du Japon       | 3,76 millions $ |
| 8  | 26 février 2017        | La La Land                                                             | Drapeau des États-Unis | 3,7 millions $  |
| 9  | 5 mars 2017            | Doraemon: Great Adventure in the Antarctic Kachi Kochi                 | Drapeau du Japon       | 6,1 millions $  |
| 10 | 12 mars 2017           | Vaiana : La Légende du bout du monde                                   | Drapeau des États-Unis | 6,2 millions $  |
| 11 | 19 mars 2017           | Tous en scène                                                          | Drapeau des États-Unis | 5,8 millions $  |
| 12 | 26 mars 2017           | Tous en scène                                                          | Drapeau des États-Unis | 4,1 millions $  |
| 13 | 2 avril 2017           | Tous en scène                                                          | Drapeau des États-Unis | 4,2 millions $  |
| 14 | 9 avril 2017           | Tous en scène                                                          | Drapeau des États-Unis | 2,8 millions $  |
| 15 | 16 avril 2017          | Détective Conan : La Lettre d'amour écarlate                           | Drapeau du Japon       | 14,0 millions $ |
| 16 | 23 avril 2017          | La Belle et la Bête                                                    | Drapeau des États-Unis | 12,5 millions $ |
| 17 | 30 avril 2017          | La Belle et la Bête                                                    | Drapeau des États-Unis | 9,98 millions $ |
| 18 | 7 mai 2017             | La Belle et la Bête                                                    | Drapeau des États-Unis | 7,9 millions $  |
| 19 | 14 mai 2017            | La Belle et la Bête                                                    | Drapeau des États-Unis | 5,06 millions $ |
| 20 | 21 mai 2017            | La Belle et la Bête                                                    | Drapeau des États-Unis | 3,9 millions $  |
| 21 | 28 mai 2017            | La Belle et la Bête                                                    | Drapeau des États-Unis | 3,15 millions $ |
| 22 | 4 juin 2017            | La Belle et la Bête                                                    | Drapeau des États-Unis | 2,77 millions $ |
| 23 | 11 juin 2017           | Confession of Murder                                                   | Drapeau du Japon       | 2,92 millions $ |
| 24 | 18 juin 2017           | Confession of Murder                                                   | Drapeau du Japon       | 2,35 millions $ |
| 25 | 25 juin 2017           | Confession of Murder                                                   | Drapeau du Japon       | 2,1 millions $  |
| 26 | 2 juillet 2017         | Pirates des Caraïbes : La Vengeance de Salazar                         | Drapeau des États-Unis | 9,25 millions $ |
| 27 | 9 juillet 2017         | Pirates des Caraïbes : La Vengeance de Salazar                         | Drapeau des États-Unis | 6,5 millions $  |
| 28 | 16 juillet 2017        | Gintama                                                                | Drapeau du Japon       | 6,3 millions $  |
| 29 | 23 juillet 2017        | Moi, moche et méchant 3                                                | Drapeau des États-Unis | 6,75 millions $ |
| 30 | 30 juillet 2017        | Moi, moche et méchant 3                                                | Drapeau des États-Unis | 4,8 millions $  |
| 31 | 6 aout 2017            | Transformers: The Last Knight                                          | Drapeau des États-Unis | 4,08 millions $ |
| 32 | 13 aout 2017           | Spider-Man: Homecoming                                                 | Drapeau des États-Unis | 7,10 millions $ |
| 33 | 20 aout 2017           | High & Low the Movie 2: End of Sky                                     | Drapeau du Japon       | 3,22 millions $ |
| 34 | 27 aout 2017           | Sekigahara                                                             | Drapeau du Japon       | 3,62 millions $ |
| 35 | 3 septembre 2017       | Sekigahara                                                             | Drapeau du Japon       | 2,46 millions $ |
| 36 | 10 septembre 2017      | Dunkerque                                                              | Drapeau des États-Unis | 3 millions $    |
| 37 | 17 septembre 2017      | Dunkerque                                                              | Drapeau des États-Unis | 7,71 millions $ |
| 38 | 24 septembre 2017      | Miracles of the Namiya General Store                                   | Drapeau du Japon       | 1,87 million $  |
| 39 | 1er octobre 2017       | Ajin : Semi-humain                                                     | Drapeau du Japon       | 2,41 millions $ |
| 40 | 8 octobre 2017         | Outrage Coda                                                           | Drapeau du Japon       | 3,12 millions $ |
| 41 | 15 octobre 2017        | Fate/stay night: Heaven's Feel I. presage flower                       | Drapeau du Japon       | 3,69 millions $ |
| 42 | 22 octobre 2017        | Mix                                                                    | Drapeau du Japon       | 2,07 millions $ |
| 43 | 29 octobre 2017        | Blade Runner 2049                                                      | Drapeau des États-Unis | 1,99 million $  |
| 44 | 5 novembre 2017        | Thor : Ragnarok                                                        | Drapeau des États-Unis | 2,02 millions $ |
| 45 | 12 novembre 2017       | High & Low the Movie 3: Final Mission                                  | Drapeau du Japon       | 2,67 millions $ |
| 46 | 19 novembre 2017       | Ça                                                                     | Drapeau des États-Unis | 1,73 million $  |
| 47 | 26 novembre 2017       | Justice League                                                         | Drapeau des États-Unis | 1,82 million $  |
| 48 | 3 décembre 2017        | Fullmetal Alchemist                                                    | Drapeau du Japon       | 3,3 millions $  |
| 49 | 10 décembre 2017       | Kamen Rider Heisei Generations Final: Build & Ex-Aid with Legend Rider | Drapeau du Japon       | 3,2 millions $  |
| 50 | 17 décembre 2017       | Star Wars, épisode VIII : Les Derniers Jedi                            | Drapeau des États-Unis | 9,9 millions $  |
| 51 | 24 décembre 2017       | Star Wars, épisode VIII : Les Derniers Jedi                            | Drapeau des États-Unis | 6,14 millions $ |
| 52 | 31 décembre 2017       | Star Wars, épisode VIII : Les Derniers Jedi                            | Drapeau des États-Unis | 4,91 millions $ |

## Classements complémentaires
- Liste des plus gros succès du box-office au Japon